# Воробьёв, Владимир Егорович
Владимир Егорович Воробьёв (11 сентября 1937, Ленинград, СССР — 21 декабря 1999, Санкт-Петербург, Россия) — советский и российский режиссёр театра и кино, киноактёр, сценарист, педагог. Главный режиссёр Ленинградского театра музыкальной комедии (1972—1988). Родоначальник жанра российского театрального мюзикла на советской сцене. Первый постановщик мюзиклов А. Колкера по трилогии А. Сухово-Кобылина «Свадьба Кречинского», «Дело» (на сцене Ленинградского театра музыкальной комедии) и «Смерть Тарелкина» (в качестве телевизионного режиссёра спектакля Г. А. Товстоногова АБДТ им. М. Горького). Заслуженный деятель искусств РСФСР (1978).

## Биография
Родился 11 сентября 1937 года в Ленинграде. Окончил Ленинградский Кораблестроительный институт (1960). После окончания Кораблестроительного института три года (1960—1963) работал по распределению в Новой Голландии в ЦНИИ-45 имени академика Крылова.
В 1968 окончил Ленинградский государственный институт театра, музыки и кинематографии (ныне РГИСИ) (1963—1968), курс н.а. СССР Г. А. Товстоногова.
Работал в Ленинградском театре имени Ленинского комсомола (сентябрь 1967— февраль 1972). 
С 1969 по 1971 гг. — художественный руководитель Ленинградского Ленкома (совместно с Юрием Ермаковым и Александром Товстоноговым). 
В марте 1972 года, после прихода в Ленинградский театр им. Ленинского комсомола в качестве нового главного режиссёра Геннадия Опоркова, художественное руководство молодого «триумвирата» было отстранено. Владимир Воробьёв (при поддержке Г. А. Товстоногова) был назначен главным режиссёром Ленинградского театра музыкальной комедии. В течение 15 лет (1972—1988) возглавлял этот театр, выведя его в разряд одного из самых интересных театров России.
Создатель жанра русского мюзикла в советском театре.
Он вёл свой не боящийся несчастий корабль мимо разукрашенной волшебным фонарём лёгкой яхты Гинзбурга, борт о борт проходил с линкором «Захаров», далеко оставляя за собой добротную шхуну старого Фрида.
Его новаторские постановки 1970—1980-х гг. определили развитие жанра мюзикла в России. Первый постановщик мюзиклов А. Колкера «Свадьба Кречинского» и «Дело» (по пьесам А. Сухово-Кобылина), «Отражения», «Мерси, или Старинный водевиль», «О бедном гусаре», «Ордер на убийство», «Трудно быть сержантом», «Труффальдино».
С 1989 по 1999 год, после вынужденного ухода из Ленинградского театра музкомедии, работал в БДТ им. М. Горького (спектакль «Визит старой дамы» по пьесе Ф. Дюрренматта, н.а. СССР В. П. Ковель — Клер Цеханесян, н.а. СССР О. В. Басилашвили — Илл), Александринском театре (спектакли «Хозяйка гостиницы» К. Гольдони и «Колпак с бубенчиками» Л. Пиранделло), ставил спектакли в Санкт-Петербургском Театре комедии («Ночь в Венеции», «Дамы и гусары» (постановка не осуществилась) и театре «Русская антреприза» имени Андрея Миронова («Очи страстные», по мотивам ранних рассказов Максима Горького, н.а. России Л. В. Неведомский — Макар Чудра).
В 1990 году был приглашён В. Плучеком в Московский академический театр сатиры на постановку спектакля «Свадьба Кречинского» с А. Ширвиндтом в главной роли, с тем, чтобы, в случае успеха, возглавить этот театр. Категорически отказался от предложения по творческим соображениям.
Постановщик телефильмов «Свадьба Кречинского», «Труффальдино из Бергамо» и «Остров сокровищ» (3 серии) на российском телевидении. Как кинорежиссёр снял кинофильм «Когда святые маршируют».
Снимался в кино в качестве актёра, сыграл главную роль Семёна Мочалкина в фильме «Браслет-2» (партнёр — Олег Жаков, роль озвучивал Олег Борисов, позже сыгравший роль Джона Сильвера в фильме В. Е. Воробьева «Остров сокровищ»). Широко известен российским зрителям по исполнению роли пирата Джорджа Мерри в собственной телеверсии романа Р. Л. Стивенсона «Остров сокровищ».
Владимир Воробьев исполнил песню «Мечта» («Плывут седые облака в лазури высоты»)
21 декабря 1999 года был убит грабителем на пороге собственного дома в Санкт-Петербурге. Похоронен в Санкт-Петербурге на Волковском кладбище.

## Семья
Родители — крестьяне из Тверской губернии, переселившиеся в Ленинград.
Отец — Егор Дмитриевич Воробьёв (1911, Старица — 1942, Ленинградская область), погиб во время Великой Отечественной войны под Ленинградом.
Мать — Анастасия Григорьевна Воробьёва, урождённая Ильина (1907, деревня Тимошкино Старицкого уезда — 1984, Ленинград). 
Основатель петербургской театральной династии:
Сын — Константин Владимирович Воробьёв (род. 1960), артист театра и кино, в 1990—1998 годах и с 2016 года — артист Молодёжного театра на Фонтанке (невестка — Ольга Самошина (род. 1960), актриса, заслуженная артистка России).
- Внучка — Полина Константиновна Воробьёва (род. 1988), артистка театра и кино, актриса Санкт-Петербургского театра «Мастерская».

Сын — Дмитрий Владимирович Воробьёв (род. 1965), артист театра и кино (невестка — Воробьёва (Сушко) Виктория Викторовна, артистка театра и кино, актриса Александринского театра).
- Внук — Арсений Дмитриевич Воробьёв, артист театра и кино.
- Внук — Данила Дмитриевич Воробьёв.

## Постановки в театре

### Ленинградский театр имени Ленинского комсомола
- «Зримая песня», спектакль-концерт в 2-х отделениях (постановка совместно с Ефимом Падве, художественный руководитель постановки Г. А. Товстоногов), с участием артистов Аллы Балтер, Виктора Костецкого, Вадима Яковлева, Виктора Ильичёва, Владимира Лосева.
- «Вестсайдская история», муз. Леонарда Бернстайна, пьеса Артура Лорентса. Музыкально-драматическая поэма в 3-х действиях (Художественный руководитель постановки Г. А. Товстоногов). С участием артистов Эммануила Виторгана, Аллы Балтер, Вадима Яковлева, Виктора Костецкого, Виктора Ильичёва, Петра Горина, Инны Слободской, Владимира Тыкке
- «Дансинг в ставке Гитлера», по мотивам одноимённой повести Анджея Брыхта (с использованием музыки Гэлта Макдермота из мюзикла «Волосы»)
- «Дни Турбиных» М. А. Булгакова

### Ленинградский театр музыкальной комедии
- «Как сделать карьеру», муз. Фрэнка Лессера. Премьера состоялась 31 декабря 1972 года
- «Свадьба Кречинского». По мотивам одноимённой пьесы А. В. Сухово-Кобылина, мюзикл Александра Колкера. Премьера состоялась 7 июня 1973 года
- «Охтинский мост» по повести А. Драбкиной, муз. В. Лебедева, стихи Р. Казаковой, Г. Горбовского, Б. Ахмадулиной, Д. Бобышева. Премьера состоялась 6 ноября 1973 года
- «Мерси, или старинный водевиль» по мотивам повести Б. Окуджавы «Похождение Шипова», муз. Виталия Гевиксмана. Премьера состоялась 1 марта 1975 года
- «Отражение», муз. А. Колкера, песни военных лет. Ленинградская поэтория в 2 частях. Часть первая «Ладожский лёд», часть вторая «Жар-птица». Премьера состоялась 8 мая 1975 года
- «Прощай, Арбат!», муз. С. Баневича по мотивам повести А. Гайдара «Судьба барабанщика», либретто Т. Калининой. Премьера состоялась 11 апреля 1976 года
- «Бабий бунт», муз. Е. Птичкина, либретто К. Васильева и М. Пляцковского по мотивам ранних рассказов М. Шолохова. Художественный руководитель постановки. Постановка — В. И. Бутурлин. Премьера состоялась 29 декабря 1976 года
- «Труффальдино», по мотивам комедии Карло Гольдони «Слуга двух господ», муз. А. Колкера. Премьера состоялась 10 апреля 1977 года
- «Дело» по мотивам одноимённой пьесы А. В. Сухово-Кобылина, мюзикл Александра Колкера. Премьера состоялась 16 октября 1977 года
- «Прекрасная Елена», муз. Ж. Оффенбаха, пьеса В. Константинова, Б. Рацера. Премьера состоялась 7 июня 1978 года
- «Разбитое зеркало, или Новая опера нищих», зонг-опера А. Журбина, либретто В. М. Дреера. Премьера состоялась 2 февраля 1979 года
- «Летучая мышь», муз. И. Штраусa, либретто Н. Эрдмана и М. Вольпинa. Премьера состоялась 27 сентября 1979 года
- «Свадьба с генералом», муз. Евгения Птичкина, либретто Кима Рыжова по мотивам рассказов А. П. Чехова. Премьера состоялась 4 ноября 1980 года
- «Влюблённые обманщики», муз. Й.Гайдна. Музыкальный фарс в 2 частях по комической опере И. Гайдна «Аптекарь». Либретто по пьесе К. Гольдони и интермедии Юрия Димитрина в редакции театра. Режиссёр Кирилл Стрежнев. Премьера состоялась 8 ноября 1981 года
- «Трудно быть сержантом», театрализованное шоу с одним перерывом по одноимённой повести М. Химена. Музыка американских композиторов. Либретто Дм. Иванова и Вл. Трифонова. Премьера состоялась 6 декабря 1981 года
- «Ордер на убийство», музыкальная притча по мотивам фантастического рассказа Р. Шекли. Музыка из репертуара ансамбля «Битлз». Либретто В. Воробьёва и Бориса Гершта. Премьера состоялась 4 декабря 1983 года
- «Приключения Тома Сойера» по одноимённому роману М. Твена, муз. С.Баневича
- «Путешествие Нильса с дикими гусями» по книге С.Лагерлёф Чудесное путешествие Нильса с дикими гусями, муз. В. Шаинского. Художественный руководитель постановки. Постановка Маргарита Туговиковой. Премьера состоялась в 1984 году
- «Старик Хоттабыч» по одноимённой книге Л. Лагина, муз. Г. Гладкова. Художественный руководитель постановки. Режиссёр — В. К. Кириллов. Ассистент режиссёра — исполнитель роли старика Хоттабыча Арташес Араратян
- «Фраскита», муз. Ф. Легара. Режиссёры Кирилл Стрежнев и Маргарита Туговикова. Премьера состоялась 19 мая 1985 года
- «Бранденбургские ворота», муз. «А. Владимиров» (В. Воробьёв, M. Gendel) по мотивам пьесы М. Светловa, либретто В. Е. Воробьёва. Премьера состоялась 30 апреля 1985 года
- «О бедном гусаре…», муз. А. Петрова, пьеса Г. Горина, Э. Рязанова, Татьяны Калининой. Премьера состоялась 30 июня 1986 года
- «Ящерица» Муз. В. Воробьёв, M. Gendel, Мюзикл по мотивам одноимённой пьесы А. Володина, либретто А. Володина. Премьера состоялась 20 июня 1987 года

### БДТ
- «Визит старой дамы» Ф. Дюрренматта (1989)
- «Смерть Тарелкина» А. Колкера (1991, режиссёр-постановщик телевизионной версии спектакля Г. А. Товстоногова на Ленинградском телевидении).

### Александринский театр
- «Колпак с бубенчиками» Л. Пиранделло
- «Хозяйка гостиницы» К. Гольдони

### Театр Комедии Акимова
- «Ночь в Венеции» по пьесе Итало Тердзоли и Энрико Вайме «Женщина в подарок». Муз. Берто Пизани. Спектакль-бенефис к 45-летию творческой деятельности Игоря Дмитриева — Марио Антониотти. Премьера состоялась 6 июля 1995 года;
- «Дамы и гусары» Алекса́ндра Фре́дро, муз. И. Рогалёва (1999, 16 и 17 декабря 1999 года состоялись первые репетиции Владимира Воробьёва с Игорем Дмитриевым и Михаилом Светиным. Премьера назначена на 15 июня 2000 года[9]. Постановка спектакля не была закончена из-за гибели режиссёра. Спектакль заново поставил режиссёр А. Петров)

### Театр имени В. Ф. Комиссаржевской
- «Бумбараш», музыкальная притча в 2-х частях по мотивам одноимённой повести А. Гайдара, инсценировка Е. Митько и Ю. Михайлова, режиссёр — Виктор Костецкий (с участием Андрея Урганта — Гаврилы, Валерия Дегтяря — Бумбараша, Александра Галибина — Лёвки, Татьяны Самариной — Софьи Николаевны, Александра Вонтова — Яшки, Анатолия Горина — Мельника и матери Ивана Урганта актрисы Валерии Киселёвой в роли Серафимы). Премьера состоялась в 1977 году
- «Игры в Эльсиноре, или Убийство Гонзаго» Н. Йорданова, 1992 г.
- «Прощай, клоун!» по мотивам киносценария Ф. Феллини «Дорога» (с участием Бориса Соколова и Татьяны Кузнецовой — Джельсомины), 1997 г.

### «Русская антреприза» имени Андрея Миронова
- «Очи страстные» по рассказу Максима Горького «Макар Чудра» (с участием Леонида Неведомского и «Кавалер-дуэта» в составе Владимира Балагина и Анатолия Коптева).

### Тюменский драматический театр
- «Мирандолина», по мотивам пьесы К. Гольдони «Хозяйка гостиницы». Премьера состоялась 14 октября 1994 года
- «Ангелы в Париже» А.Франса, автор пьесы В. Е. Воробьёв, муз. А. Дольского, В. Воробьёва. Премьера состоялась в 1995 году
- «Одержимая любовью» по пьесе Ф. Кроммелинка «Холодно и горячо или идея господина Дома». Премьера состоялась 18 июня 1999 года

## Фильмография

### Актёр
- 1967 — «Браслет-2» — Семён Мочалкин (роль дублировал Олег Борисов)
- 1982 — «Остров сокровищ» — Джордж Мерри, пират
- 1985 — «От зарплаты до зарплаты» — Сергей Васильевич Юрченко, замдиректора
- 1986 — «Фуэте» — секретарь обкома партии
- 1986 — «Знаю только я» — Женя
- 1987 — «Необыкновенные приключения Карика и Вали» — полковник милиции

### Режиссёр
- 1974 — «Свадьба Кречинского»
- 1976 — «Труффальдино из Бергамо»
- 1982 — «Остров сокровищ» (3 серии)
- 1990 — «Когда святые маршируют»

### Сценарии
- 1970 — «В те дни»
- 1972 — «Табачный капитан»
- 1974 — «Свадьба Кречинского»
- 1976 — «Труффальдино из Бергамо»

## Память
В 2007 году писателем, журналистом и актрисой Татьяной Москвиной был снят двухсерийный фильм «Пропавший театр», посвященный судьбе и творчеству режиссёра.